# Rune Eriksen
Rune Eriksen, född i 13 januari 1975, är en norsk gitarrist, basist och låtskrivare. Han är mest känd för att ha varit gitarrist i det legendariska norska black metal bandet Mayhem under pseudonymen Blasphemer, namnet är taget från en låt av det tyska thrash metal-bandet Sodom. Eriksen var medlem i Mayhem 1994–2008. Tidigare spelade han i Aura Noir och under åren har han även spela med flera andra norska band såsom 1349, In Silence, Mezzerschmitt och Amicus, samt numera i portugisiska bandet Ava Inferi som Eriksen bildade 2006. Han är gift med Carmen Susana Simões (sångare i Ava Inferi) och numera bosatt i Portugal.

## Diskografi

### Med Mayhem
Studioalbum
- Wolf's Lair Abyss – 1997
- Grand Declaration of War – 2000
- Chimera – 2004
- Ordo Ad Chao – 2007

Livealbum
- Mediolanum Capta Est – 1999
- Live In Marseille 2000 – 2001

Samlingsalbum
- European Legions – 2001
- Legions of War  – 2003

### Med Ava Inferi
Studioalbum
- Burdens – 2006
- The Silhouette – 2007

### Fotnoter
1. ↑  Metal archives: Blasphemer